# Haplidia janczyki
Haplidia janczyki är en skalbaggsart som beskrevs av Baraud 1988. Haplidia janczyki ingår i släktet Haplidia och familjen Melolonthidae. Inga underarter finns listade i Catalogue of Life.